# Gabriele Altweck
Gabriele Prieler-Altweck, née le 11 janvier 1963 à Munich, est une coureuse cycliste allemande.

## Biographie
En 1984, elle est 33e de la course en ligne des Jeux olympiques de Los Angeles.

## Palmarès sur piste

### Palmarès par années
- 1983
  -  Championne d'Allemagne de la poursuite
  - 3e du championnat d'Allemagne de la vitesse
- 1984
  - 3e du championnat d'Allemagne de la poursuite
- 1985
  -  Championne d'Allemagne de la vitesse
- 1986
  -  Championne d'Allemagne de la vitesse
- 1987
  -  Championne d'Allemagne de la poursuite
- 1991
  - 3e du championnat d'Allemagne de course aux points
  - 3e du championnat d'Allemagne de la poursuite

## Palmarès sur route

### Palmarès par années
- 1979
  - Sankt Johann in Tirol
- 1983
  - Sankt Johann in Tirol
  - 2e du championnat d'Allemagne sur route
- 1984
  - Sankt Johann in Tirol
- 1985
  - 3e du championnat d'Allemagne sur route
- 1986
  - Sankt Johann in Tirol
- 1991
  - 3e du championnat d'Allemagne sur route
  - 6e du championnat du monde de contre-la-montre par équipes
- 1992
  - Sankt Johann in Tirol